# Municipalità di Balvi
La municipalità di Balvi (in lettone Balvu novads) è una delle trentasei municipalità della Lettonia. È situata nel nordest del Paese e confina con l'Oblast' di Pskov in Russia. Il capoluogo è la città di Balvi.
I confini della nuova municipalità, costituita nel 2021, corrispondono a quelli del vecchio distretto di Balvi abolito nel 2009.

## Suddivisione
La municipalità comprende 2 città (Balvi e Viļaka) e 19 parrocchie:
- Baltinava
- Balvi
- Bērzkalne
- Bērzpils
- Briežuciems
- Krišjāņi
- Kubuli
- Kuprava
- Lazdukalns
- Lazduleja
- Medņeva
- Rugāji
- Susāji
- Šķilbēni
- Tilža
- Vectilža
- Vecumi
- Vīksna
- Žīguri